# Дана Бейкер
Дана Бейкер (англ. Dana Baker; нар. 7 жовтня 1999) — американська метальниця списа, бронзова призерка чемпіонату світу 2018 року серед юніорів з метання списа.

## Основні міжнародні виступи
| Рік            | Змагання                      | Місто          | Місце          | Дисципліна     | Примітки       |
| Виступи за США | Виступи за США                | Виступи за США | Виступи за США | Виступи за США | Виступи за США |
| -------------- | ----------------------------- | -------------- | -------------- | -------------- | -------------- |
| 2018           | Чемпіонат світу серед юніорів | Тампере        | 3              | метання списа  | [ 1 ]          |